# Naissance en 1370
Naissance
- 1366
- 1367
- 1368
- 1369
- 1370
- 1371
- 1372
- 1373
- 1374

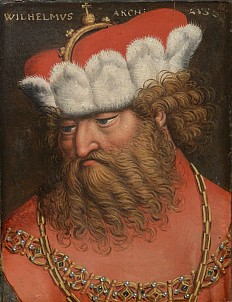
Guillaume d'Autriche, né vers 1370.

Cette page dresse une liste de personnalités nées au cours de l'année 1370  :
- 2 janvier : Pandolfo III Malatesta, condottiere italien, seigneur de Fano, Brescia et Bergame.
- 11 avril : Frédéric Ier de Saxe, co-margrave de Misnie, électeur de Saxe et comte palatin de Saxe.
- 15 juin : Jean de Goerlitz, duc de Goerlitz.
- 23 juillet : Pier Paolo Vergerio l'Ancien, humaniste et pédagogue italien.

- Clément VIII, antipape.
- Jacques II de Bourbon, roi consort de Naples, comte de la Marche et de Castres.
- Oluf III de Danemark, roi de Norvège.
- Jean IV de Mecklembourg, co-duc de Mecklembourg-Schwerin.
- Amé Ier de Sarrebruck-Commercy, gouverneur de Champagne et Brie, seigneur de Château-Haut à Commercy.
- Guillaume de Sars, noble français.
- Frédéric VII de Toggenbourg, dernier des comtes de Toggenburg.
- Rinaldo degli Albizzi, homme politique florentin du Quattrocento.
- Scolaio di Giovanni, peintre italien de Florence.
- Niccolò di Pietro Lamberti, sculpteur et un architecte toscan de la Renaissance.
- Jean, comte de Saint-Pol, seigneur de Beaurevoir.
- Jean Louvet, seigneur d'Eygalières, de  Theys, de Fallavier et de Mirandol, ancien président de la cour des comptes de Provence.
- Malatesta IV Malatesta, condottiere italien, seigneur de  Pesaro, Fossombrone, Fratta Todina, Gradara, Jesi, Todi, Narni, Orte et Acquasparta.
- Mohammed VII al-Mustain, douzième émir nasride de Grenade.
- Lorenzo Monaco, moine, un peintre et un enlumineur italien.
- Heinrich von Plauen, chevalier teutonique, vingt-septième grand maître de l'Ordre Teutonique.
- Švitrigaila, dernier chef de la majorité ruthène orthodoxe à occuper le trône du grand-duché de Lituanie.
- Jean Tapissier, compositeur de la musique de la Renaissance, chanteur français, un des initiateurs de l'École bourguignonne.
- Angelo Tartaglia, militaire et un condottiere italien.
- Trần Khát Chân, général éminent de la dynastie Trần.
- Jan Žižka, chef de guerre des Hussites.

- Date incertaine (vers 1370) :
- Guillaume d'Autriche, duc d'Autriche intérieure, d'Autriche antérieure et du Tyrol.
- Louis Ier Chabot, noble français.
- Laurent Coster, sacristain à Haarlem et imprimeur.
- John Lydgate, moine, traducteur et poète anglais.
- Jean II de Mecklembourg-Stargard, duc de Mecklembourg (Jean V), prince de Mecklembourg-Stargard.
- Conrad von Soest, peintre allemand († 1422).
- Richarde-Catherine de Suède, princesse de Suède-Finlande, duchesse de Mecklembourg-Schwerin.

- Entre 1360 et 1370 :
- Daniil Tcherny, moine orthodoxe iconographe russe († 1430).

## Crédit d'auteurs
- Cet article est partiellement ou en totalité issu de l'article intitulé « 1370 » (voir la liste des auteurs).